# 劉德 (陽城侯)
劉德（？—前57年），字路叔，汉朝大臣，刘邦之弟楚元王刘交曾孙、红懿侯刘富之孙、宗正劉辟彊之子。阳城缪侯。刘德喜好黄老之学，有智谋，少时数言事，汉武帝召见于甘泉宫，被汉武帝称赞他为“吾家千里驹”。
汉昭帝元凤元年（前80年），为宗正丞，参与审理刘泽的案件，后迁为大鸿胪、太中大夫、青州刺史。元凤三年（前78年）年，复为宗正。他曾经主办燕王刘旦和上官桀、盖长公主谋反一案。他深为大将军大司马霍光的器重，他的妻子死了，霍光曾想把女儿嫁给他，但是认为霍光权势太盛而无法长久，因此拒绝了霍光的美意。
盖长公主的孙子谭曾向他自我表白，他向其指出盖长公主起居无状予以驳斥。后被诬因怨望大将军霍光而不娶霍光的女儿，诽谤燕王刘旦等的一案的处理，于是被罢免职位，不久又被霍光起用为青州刺史，一年后复为宗正，并因参与拥立汉宣帝有功，赐爵关内侯，地节年间，封为阳城侯。为人宽厚，为京兆尹时，多平反冤狱，知足不辱。死後謚號為繆。

## 子女

### 劉安民
刘安民（？－前49年），劉德的长子。劉德在地节四年（前66年）三月甲寅封陽城侯，在位十年薨。五鳳二年（前56年），刘安民襲侯，刘安民為郎中右曹，宗室里以刘德得官宿衛之人有二十餘人。刘安民之弟刘更生获罪，刘安民上書，以五百戶为弟弟刘更生贖罪，減一等，定戶六百四十戶。刘安民死後其子劉慶忌襲侯，復為宗正太常。劉慶忌死後，其子劉岑襲侯，為諸曹中郎將，列校尉，官至太常。劉岑死後，其子劉囗襲侯，傳子，至地皇四年（23年）王莽敗，乃絕。
| 西漢阳城侯國（前66年－23年） |      |            |        |          |                |
| 傳位                         | 世   | 稱號及諡號 | 姓名   | 在位年數 | 在位時間       |
| 第1任                        | 始封 | 阳城繆侯   | 劉德   | 10年     | 前66年－前57年 |
| 第2任                        | 二世 | 阳城节侯   | 劉安民 | ？       | 前56年－前48年 |
| 第3任                        | 三世 | 阳城釐侯   | 劉慶忌 | ？       | 前48年－前27年 |
| 第4任                        | 四世 | 阳城侯     | 劉岑   | ？       | ？－？         |
| 第5任                        | 五世 | 阳城侯     | 劉飒   | ？       | 6年－23年      |
| 新朝滅亡，國除               |      |            |        |          |                |

### 劉向
劉德次子，本名更生，学者